# Troppen (Råneå)
Troppen is een eiland annex zandbank behorend tot de Lule-archipel bij Zweden. Het eilandje ligt in de Rånefjärden in het noorden van de Botnische Golf. Er is geen bebouwing op het eiland en het heeft geen oeververbinding. Troppen is voorlopig het kleinste eiland van de Råne-archipel, totdat er door opheffing van het land een nieuw nog kleiner eiland ontstaat.
Ågrundet · Alskäret · Avasjögrundet · Fågelreven · Flakaskäret · Fliggen · Furuholmen · Grangrundet · Granholmen · Hällholmen · Kilsgrundet · Köpmanholmen · Långholmen · Laxön · Laxögrundet · Lill-Kilholmen · Lönngrundet · Piltreven · Rödbergsgrunden · Sandviksreven · Skärgrundet · Skärgrundsflagan · Stor-Kilholmen · Stor-Lönngrundet · Troppen · Yttre Sandgrundet